# Rhagodes albolimbata
Rhagodes albolimbata är en spindeldjursart som beskrevs av Lodovico di Caporiacco 1927. Rhagodes albolimbata ingår i släktet Rhagodes och familjen Rhagodidae. Inga underarter finns listade i Catalogue of Life.